# 岸岱
岸岱（がんたい、天明2年（1782年）または天明5年（1785年） - 元治2年2月19日（1865年3月16日）は、江戸時代後期の絵師。岸駒の長子に生まれ、岸派の2代目として継承・発展させた。名は若い頃は国章、のち昌岱。字を君鎮。別号に卓堂、虎岳、紫水、同功館など。

## 経歴
父から厳しく画法を習い、画才が乏しいことを責められたという。文化5年（1808年）従六位下筑前介に任ぜられ、その翌年、父岸駒とともに金沢城内に障壁画を描く。文政8年10月に正六位下に、天保7年（1836年）には越前守に進む。天保15年間（1844年）有栖川宮の代参として金刀比羅宮に参拝、奥書院の障壁画の制作を申し出、2ヶ月足らずで「柳の間」「菖蒲の間」「春の間」全てを完成させた。嘉永6年（1853年）従五位下筑前守に叙す。安政年間（1854年-1860年）御所造営に岸誠・岸連山・岸竹堂らと共に参加し、御常御殿二之間、御学問所中段之間、皇后宮常御殿御寝之間、御花御殿北之間の障壁画を担当した。墓所は上京区の本禅寺。
岸駒や呉春亡き後、長命だったことも手伝い、岸派の二代目として京都画壇に大きな勢力を築いた。『平安人物誌』には文化10年（1813年）から嘉永5年（1852年）の長期に渡って掲載され、しかも7番目から少なく11番目という上位に掲載されており、当時の人気のほどが窺える。その画法は岸駒の筆法を受け継ぎ、虎などの動物画を得意としつつも、四条派を意識した温和な作品や、伝統的な大和絵の画題や金地濃彩の障壁画など幅広い作風を示す。金刀比羅宮の障壁画では、80年前に描かれた伊藤若冲の障壁画へのオマージュや宮への恭敬からか、敢えて自分の得意な画題を描かず、与えられた空間を最大限活かすように作画している。絵だけでなく文筆にも秀で、書籍の序なども手掛けた。
弟子に、長男の岸慶、次男の岸礼、末子の岸誠、喜田華堂など。

## 代表作
| 作品名                               | 技法               | 形状・員数       | 寸法（縦x横cm）   | 所有者                                     | 年代                  | 落款・落款 | 備考 |  |
| ------------------------------------ | ------------------ | ---------------- | ----------------- | ------------------------------------------ | --------------------- | --- | --- |  |
| 牡丹に鶴図屏風                       | 紙本金地著色       | 二曲一双         | 154.0x170.4（各） | 松平家歴史資料（香川県立ミュージアム保管） | 1808-36年             | 落款「筑前介岸岱」/「岸岱」「君鎮」白文長方印 | 高松松平家伝来。 |  |
| 獅子・虎図                           | 紙本金地墨画       | 六曲一双         |                   | 富山県水墨美術館                           | 1833年（天保4年）     | 獅子図：「越前守岸駒 時年八十八齢」/「可観岸駒」 虎図：「天保癸已年初冬日應需林氏老父天開翁獅子寫 筑前介岸岱乕添」                                          | 款記から獅子図を岸駒が、虎図を岸岱が描いたとも取れるが、虎図の款記は「林氏の需めに応じて老父岸駒の獅子図を筑前介岸岱が写し、自らの虎を描き添えて一双とした」の意味とも取れ、画風からも岸岱の一筆だと考えられる。 |  |
| 龍虎図屏風                           | 紙本金地著色       | 六曲一双         | 175.4x361.8（各） | 三の丸尚蔵館                               | 1836年（天保7年）以降 | 款記「越前守岸岱」 | |  |
| 山水図                               | 紙本墨画淡彩金砂子 | 六曲一双         | 172.4x361.9（各） | 金沢市立中村記念美術館                     | 1837年（天保8年）     | | |  |
| 鷹図                                 | 紙本著色           | 1幅              | 170.1x137.1       | 大英博物館                                 | 1838年（天保9年）     | | |  |
| 金刀比羅宮奥書院障壁画               |                    |                  |                   | 金刀比羅宮                                 | 1844年（天保15年）    | | |  |
| 陵王図・桜樹太鼓図衝立               | 紙本金地著色       | 衝立1基          | 176.3x179.1       | 金刀比羅宮                                 | 1844年（天保15年）    | 表：款記「天保甲辰小易春 同功筑前介岸岱」/「岸岱」白文方印・「君鎮」朱文方印 裏：款記「筑前介岸岱寫」/「同功館」朱文長方印・「岸岱」白文方印                | |  |
| Enjoying The Waterside（右隻・左隻） | 紙本墨画淡彩       | 六曲一双         |                   | インディアナポリス美術館                   | 1846年（弘化3年）     | | |  |
| 隆国寺障壁画                         |                    |                  |                   | 隆国寺                                     | 1846年（弘化3年）秋   | | 岸連山との共作で、岸岱は全36面の内16面と担当。内訳は「耕作図」紙本淡彩、「猛虎図」紙本墨画淡彩、各襖8面。兵庫県指定文化財。                                                                                      |  |
| 南極寿星図                           | 紙本墨画淡彩       | 1幅              | 162.6x89.9        | 城端別院善徳寺（南砺市）                   | 1849年（嘉永2年）     | 款記「嘉永二年歳在巳酉春／筑前介岸岱」/「佐伯朝臣」朱文方印・「岸岱章」朱文方印                                                                             | |  |
| 白梅鶴・紅葉鹿図                     |                    |                  |                   | 富山市佐藤記念美術館                       | 1853年（嘉永6年）     | | |  |
| 牧童図                               | 絹本著色           | 1幅              | 143.0x84.2        | ボストン美術館                             | 1853年（嘉永6年）     | | |  |
| 松に兎図                             | 絹本著色           | 1幅              | 143.8x82.8        | ボストン美術館                             | 1855年（安政2年）     | | |  |
| 近江八景図                           | 紙本墨画淡彩       | 八曲一隻         | 86x336            | 石川県立美術館                             | 1859年（安政6年）     | | |  |
| 小松鶴図屏風                         | 紙本金地著色       | 六曲一双         | 166.4x360.4（各） | 泉屋博古館                                 | 1861年（文久元年）    | 右隻に款記「文久紀元辛酉二陽越前守岸岱時年八十」/「佐伯朝臣」朱文方印・「岱之章」朱文方印 左隻に款記「越前守岸岱」/「佐伯朝臣」朱文方印・「岱之章」朱文方印 | |  |
| 巌上咆哮猛虎図                       | 絹本著色           | 1幅              | 148.5x86.8        | 滋賀県立琵琶湖文化館                       | 1862年（文久2年）     | 款記「文久二年歳次壬戌春写 筑前守岸岱時年八十有一」/「佐伯朝臣」朱文方印・「岱之童」朱文方印                                                                | |  |
| 四季山水十二支図屏風                 |                    | 六曲一双         | 174.0x356.2（各） | 石川県立歴史博物館                         |                       | | |  |
| 芦に鶴図                             | 紙本淡彩           | 1幅              | 125.2x44.7        | 石川県立美術館                             |                       | | |  |
| 富士川眺望図・鴛鴦図衝立             | 絹本著色           | 衝立表裏2面      |                   | 福井市立郷土歴史博物館                     |                       | | 松平春嶽常用の小衝立。 |  |
| 琴碁書画、四季山水、花鳥図押絵貼屏風 | 紙本淡彩           | 六曲一双         | 131.7x53.5（各）  | 滋賀県立近代美術館                         |                       | | |  |
| 寒山拾得図                           | 紙本墨画           | 襖2面・壁貼付1面 |                   | 史跡草津宿本陣                             |                       | | |  |
| 小督局像                             | 絹本著色           | 1幅              | 119.5X53.3        | 泉涌寺                                     |                       | 款記「筑前介岸岱敬寫」/白文方印 | |  |
| 十二ヶ月画帖                         | 紙本淡彩           | 1冊              |                   | 城南宮                                     |                       | | |  |
| 孔雀図                               | 絹本著色           | 1幅              | 131.0x84.2        | ボストン美術館                             |                       | | |  |
| 岩上鷲図                             | 絹本墨画           | 1幅              | 106.9x40.4        | ボストン美術館                             |                       | | |  |
| 岩上孔雀図                           | 絹本著色           | 1幅              |                   | インディアナポリス美術館                   |                       | | |  |